# تیمئوس (دهانه)
تیمئوس یک دهانه برخوردی در ماه‌ است.